# Skylan Brooks
Skylan Brooks (Torrance, 12 februari 1999) is een Amerikaans acteur.

## Carrière
Op negenjarige leeftijd begon Skylan Brooks met acteren. In 2008 was hij als koorjongen te zien in de film Seven Pounds. In de daaropvolgende jaren hij ook kleine rollen in onder meer Our Family Wedding (2010), A Beautiful Soul (2012) en Noobz (2012).
In 2013 speelde de inmiddels veertienjarige Brooks de hoofdrol in het drama The Inevitable Defeat of Mister & Pete. In de film speelt hij een jongetje dat alleen met zijn broer achterblijft wanneer hun moeder, gespeeld door Jennifer Hudson, gearresteerd wordt door de politie. 
In 2015 had Brooks een kleine bijrol in de boksfilm Southpaw van regisseur Antoine Fuqua en werd hij gecast in de Netflix-serie The Get Down.

## Filmografie

### Film
- Seven Pounds (2008)
- Our Family Wedding (2010)
- A Beautiful Soul (2012)
- Noobz (2012)
- General Education (2012)
- The Inevitable Defeat of Mister & Pete (2013)
- Oliver, Stoned. (2014)
- Southpaw (2015)
- Crown Heights (2017)
- The Darkest Minds (2018)
- Emmett (2019)

### Televisie
- iCarly (2009) (1 aflevering)
- Childrens Hospital (2011) (1 aflevering)
- The Get Down (2016–2017) (11 afleveringen)
- Unsolved (2018) (2 afleveringen)
- Castle Rock (2019) (5 afleveringen)
- Empire (2018–2020) (10 afleveringen)